# Golfo di Chrysochou
Il Golfo di Chrysochou si trova nella parte nord-occidentale di Cipro e amministrativamente nel distretto di Paphos. Deve il suo nome alla cittadina di Chrysochou che vi si affaccia, ed è delimitato a ovest dal promontorio di Akamas e a est dalla penisola della Tillyria, lunga 38 km..
La baia di Chrysochou ha gravi problemi di erosione, che la Repubblica di Cipro sta cercando di risolvere con la costruzione di frangiflutti. Nella baia sfociano i fiumi Makundas, Xeropotamos, Xeros, Livadis e Chrysochou, originari del Troodos.
Nella baia si trova anche l'isolotto di Digenis, un isolotto roccioso, così chiamato da Digenis Akritas. Sulle spiagge della baia, come in quasi tutta Cipro, si riproducono la Caretta caretta e la Tartaruga verde, e l'area marina è stata dichiarata riserva di pesca. 
Alla foce del fiume Chrysochou sono state scavate antiche strutture portuali che si ritiene fossero il porto dell'antico regno di Marion.